# River Wye (vattendrag i Storbritannien, lat 53,18, long -1,62)
River Wye (walesiska: Gwy) är ett vattendrag i Storbritannien.   Det ligger i riksdelen England, i den södra delen av landet, 210 km nordväst om huvudstaden London.